# Fidelidade (álbum de Danielle Cristina)
Fidelidade é um álbum de estúdio da cantora gospel Danielle Cristina lançado pela Central Gospel Music em dezembro de 2009.[carece de fontes?]
O disco foi produzido por Paulo César Baruk e possui 14 faixas e não possui versões internacionais de músicas. A faixa título se tornou a música mais aclamada de todo o repertório da cantora. Tal faixa se tornou muito conhecida e ficou por muitos meses em primeiro lugar em muitas rádios pelo país. Também se destacam as faixas "A Porta", "Vem, Senhor", Vença a Prova", "Minh'alma" e "Tu és Santo".[carece de fontes?]
Recebeu a certificação de Disco de Platina, pela venda de 100 mil cópias.[carece de fontes?]

## Faixas
1. Fidelidade (Anderson Freire)
2. Vença a Prova (Moisés Cleyton)
3. Deus é Mais (Anderson Freire)
4. Vem, Senhor (Moisés Cleyton)
5. A Porta (Anderson Freire)
6. Assim é o Meu Deus (André Lima)
7. Tu és Santo (Moisés Cleyton)
8. Minh'Alma (Paulo César Baruk)
9. Tua Presença (Paulo César Baruk)
10. O Milagre (Paula Freitas)
11. Deus Vai Fazer (Elizeu Gomes)
12. Pescador de Almas (Anderson Freire)
13. Mude Esse Semblante (Anderson Freire)
14. Novos Caminhos (Edeny)

## Ficha Técnica
- Produção geral: Central Gospel Music
- Produção executiva: Central Gospel Music
- Produção musical: Paulo César Baruk
- Arranjos: Paulo César Baruk e Leandro Rodrigues
- Arranjos de cordas: Ronaldo Oliveira
- Gravação: Estúdio Baeta (por Luciano Marciani)
- Mixagem: JC Mesquita
- Masterização: Master Final (por Luciano Vassão)
- Teclados, pianos e programações: Paulo César Baruk, Leandro Rodrigues e Anderson Toledo
- Guitarras e violões: Cacau Santos e Alexandre Mariano
- Contra-baixo: Cláudio Rocha
- Bateria: Tarcísio Buiochy
- Sax solo: Esdras Gallo
- Violinos: Aramis Rocha, Anderson Tavares, Guilherme Sotero, Milton Júnior e Robson Rocha
- Violas: Daniel Pires e Edmur Mello
- Cellos; Deni Rocha
- Back-vocal: Ellis Negrês, Gustavo Mariano, Jairo Bonfim, Jéssica Augusto, Melk Villar, Paloma Possi, Queila Martins, Leonardo Gonçalves, Daniela Araújo, Rodrigo Mozart, Paulo César Baruk, Dyani Primo e Shirley Campelli
- Fotografia: Décio Figueiredo
- Arte: Marcos Nogueira